# György Kőszegi (sollevatore)
György Kőszegi (Nyíregyháza, 12 settembre 1950 – Tiszaújváros, 13 dicembre 2001) è stato un sollevatore ungherese che ha vinto medaglie in tutte le maggiori competizioni internazionali e che ha gareggiato principalmente nella categoria dei pesi mosca (fino a 52 kg).

## Biografia
Ha conseguito il suo risultato più prestigioso partecipando alle Olimpiadi di Montreal 1976 e vincendo la medaglia d'argento. Quell'anno i Giochi Olimpici valevano anche come campionato mondiale, pertanto Kőszegi si aggiudicò anche il titolo di Vice Campione del mondo, conseguendo una doppia medaglia d'argento.
Ha vinto la medaglia d'argento anche in altre due edizioni dei Campionati mondiali, nel 1974 e nel 1977, quest'ultimo valevole anche come Campionati europei.
Ai Campionati europei di sollevamento pesi, oltre alla medaglia d'argento conquistata nel 1977, ha vinto altre tre medaglie d'argento nel 1973, 1976 e 1978.
Ha partecipato anche alle Olimpiadi di Mosca 1980, anche queste valevoli come campionati mondiali, questa volta facendo il salto di categoria nei pesi gallo (fino a 56 kg.), ma non riuscendo a realizzare alcun risultato utile ai fini della classifica finale.
Kőszegi ha inoltre realizzato un record mondiale nello strappo nel 1974.
È deceduto il 13 dicembre del 2001 a seguito di una lunga malattia.